# Pupo (cantante)
Pupo, pseudonimo di Enzo Ghinazzi (Ponticino, 11 settembre 1955), è un cantautore, conduttore televisivo e conduttore radiofonico italiano, interprete e autore di successi internazionali come Gelato al cioccolato, Su di noi, Forse, Un amore grande e Sarà perché ti amo, scritta per i Ricchi e Poveri con cui parteciparono al Festival di Sanremo 1981.

## Biografia

### L'infanzia e l'adolescenza
Nasce l'11 settembre del 1955 a Ponticino, frazione dell'allora comune di Laterina di Civitella in Val di Chiana e di Pergine Valdarno in provincia di Arezzo. Il padre, Fiorello, era postino; la madre, Irene Bozzi, casalinga. Entrambi i genitori si dilettavano nel canto e nella recitazione: la madre in diversi cori del luogo, il padre nell'ottava rima toscana fino a cantare con tanti volti noti come Roberto Benigni. Il nonno Santi Ghinazzi, invece, era soprannominato "il poeta".

### Gli inizi
Nel 1970, all'età di quindici anni, conosce Anna, ragazza con la quale si sposa quattro anni dopo, mettendo al mondo la sua prima figlia Ilaria. Dopo essersi sposato, abbandona gli studi per il servizio militare con destinazione a Orvieto e scrive la sua prima canzone, Primavera, dedicata a una sua zia materna, Clara, morta a 25 anni a causa di un tumore, canzone che però non pubblicherà mai. Scriverà poi un'altra canzone con  lo stesso titolo, che sarà pubblicata negli anni novanta. Nel settembre 1975, a venti anni, esordì come cantautore alla Baby Records, dove gli fu assegnato per la prima volta lo pseudonimo di Pupo. Molti anni dopo svelerà di non aver inizialmente gradito questo nome d'arte imposto dalla casa discografica e di aver sperato che un giorno glielo avrebbero tolto. La sua prima canzone è intitolata Ti scriverò, pezzo che il cantautore toscano presenta a TVL Radiotelevisione Libera interpretandolo in playback. Due anni dopo, anche se quasi alla chiusura, partecipa nuovamente alla stessa emittente televisiva toscana con Io solo senza te, brano scritto insieme al duo musicale La Bionda.
Il suo primo album risale invece al 1976 e si intitola Come sei bella. Nello stesso anno incomincia anche la sua carriera di paroliere e compositore scrivendo canzoni per vari artisti come Paolo Barabani, artista della stessa etichetta. Due anni dopo partecipa a Discoring con il brano Sempre tu, che diventa il suo primo pezzo più ascoltato (presente anche nella versione spagnola con buon esito). Questo pezzo ebbe un notevole successo non tanto in Italia, ma in Brasile. In Italia, coglie il grande successo sempre nel 1978 con la canzone d'amore Ciao, presentata per la prima volta al programma televisivo 10 Hertz. L'anno successivo partecipa alla sedicesima edizione di Un disco per l'estate con Forse, che diventa un altro grande successo, meglio conosciuto come Forse si forse no che sarà tradotto in numerose lingue così come altri suoi successi.

#### Gelato al cioccolato (1979)
Il 1979 sarà un anno importante per Pupo, attraverso la pubblicazione della canzone Gelato al cioccolato, che diventa il suo più grande successo. Il brano, affermava inizialmente il cantautore toscano, è ispirato da un'avventura omosessuale vissuta in Tunisia dal cantante siciliano Cristiano Malgioglio, che ha scritto il testo. La musica fu invece scritta dal cantautore toscano. Negli anni duemila, Pupo affermò che Malgioglio volle firmarsi con lo pseudonimo di Miozzi perché non voleva che si sapesse che aveva scritto una canzone per il cantautore toscano, dato che era sempre impegnato a scrivere canzoni per Mina, Ornella Vanoni e tanti altri artisti musicali. Anni dopo fu annunciata la verità e anche da dove era tratta l'ispirazione di Gelato al cioccolato. Pupo affermò che ci rimase male, perché scoprì solo allora il vero significato di questo pezzo, dopo averla cantata in tutto il mondo per la sua enorme popolarità. Nel dicembre 2019, a Domenica Live, Malgioglio ha comunque smentito questa versione dei fatti.
Il secondo album di Pupo, pubblicato nel 1979 e che ha appunto lo stesso titolo della sua canzone mondiale, contiene un brano intitolato Atomino, dedicato al celebre personaggio immaginario Atomino Bip Bip, ideato dal fumettista veneziano Romano Scarpa e portato alla popolarità attraverso storie e fumetti appartenenti alla Walt Disney. Questo pezzo del cantautore toscano è stato composto dallo stesso Pupo e Fabrizio Vanni, mentre il testo fu scritto da Paolo Barabani e Giuseppe Tinti.

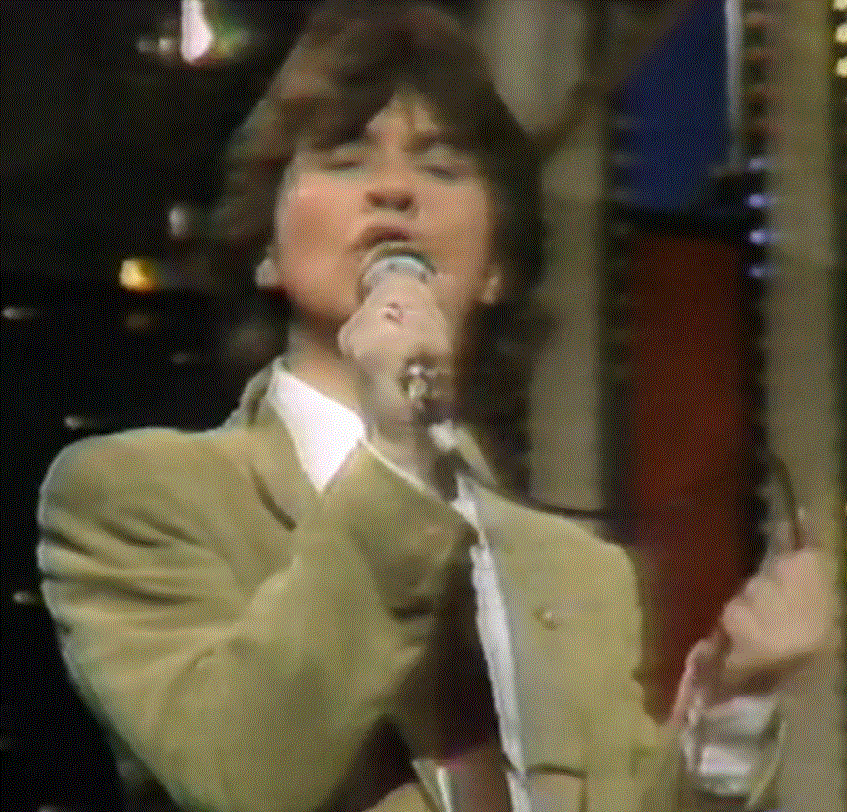
Pupo che interpreta Su di noi al Festival di Sanremo 1980

### Sanremo 1980: Su di noi e la popolarità all'estero
Nel 1980 Pupo partecipa per la prima volta al Festival di Sanremo cantando Su di noi, che diventa uno dei suoi brani più celebri e apprezzati con la realizzazione di un immenso numero di vendite sia in Italia che all'estero. La canzone arriva al terzo posto e racconta un momento sentimentale avvenuto tra lo stesso Pupo e Donatella Milani, che da tempo lavorava con il cantautore toscano come corista. Questo brano viene incluso nell'album Più di prima, insieme ad altri due grandi successi, Firenze Santa Maria Novella, in cui canta il suo amore per il capoluogo toscano, e Bravo, interpretato alla diciassettesima edizione di Un disco per l'estate. La canzone Bravo venne portata a termine con la collaborazione di Paolo Amerigo Cassella ed è un brano malinconico che racconta una sera in cui lo stesso Pupo era solo a casa sua; mentre suonava il pianoforte, piangeva.
Nel settembre di quell'anno, vince la Gondola d'oro di Venezia con Cosa farai. La canzone sarà il lato A del celebre singolo Firenze Santa Maria Novella, ma non avrà lo stesso successo dei brani realizzati precedentemente.
Nel 1981 il Festival sanremese lo avrebbe nuovamente voluto, dopo il grande successo di Su di noi. Pupo accettò, ma partecipò a quell'edizione solo come autore scrivendo Sarà perché ti amo per i Ricchi e Poveri, brano con cui il gruppo raggiunse il quinto posto, e Hop hop somarello per il cantautore Paolo Barabani, canzone che arrivò invece sesta. Nello stesso anno partecipa per la seconda e ultima volta alla Mostra internazionale di musica leggera di Venezia interpretando Lo devo solo a te, che diventa un'altra delle sue canzoni di maggiore successo più vendute e ascoltate. La canzone viene inserita nell'omonimo album pubblicato nello stesso anno insieme a cinque canzoni che segnarono la sua vita, ovvero Nashville, dedicata alla capitale del Tennessee e interpretata per la prima volta lì durante un grande concerto, Lidia a Mosca, un altro successo ispirato da un'amicizia tra Pupo e una ragazza russa, Non mi arrendevo mai, che racchiude un flashback del cantautore toscano partendo dall'adolescenza fino a tutti i risultati della sua vita, Burattino telecomandato, che sarà un grande tormentone per la capitale russa, e La storia di noi due, brano dedicato a Barbara D'Urso. Queste cinque canzoni citate avranno un notevole successo soprattutto in Russia e in altri paesi esteri. L'interpretazione del brano Lo devo solo a te a quella mostra veneziana è stata preceduta dalla consegna della Gondola d'oro vinta nell'edizione precedente; è stata consegnata dall'architetto Benito Perinato, in rappresentanza del comune di Venezia, che a quei tempi era guidato dal sindaco Mario Rigo.

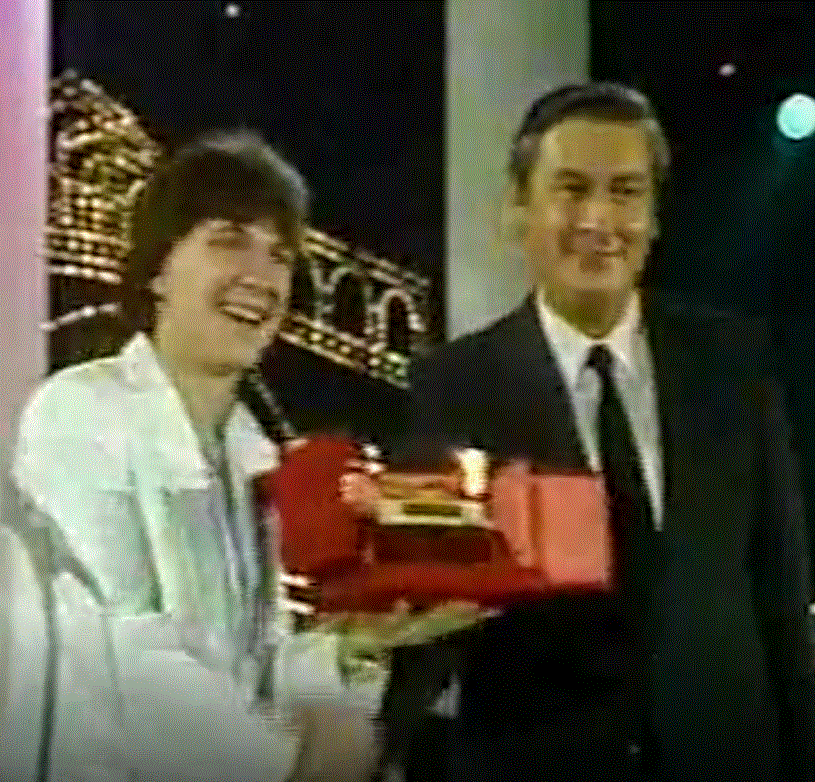
Pupo che riceve la gondola d'oro da Benito Perinato a Venezia (1981)

Come interprete, ripete l'esperienza sanremese nel 1983 con Cieli azzurri, con cui si classifica all'ultimo posto, e nel 1984 con Un amore grande, scritta da Umberto Tozzi e Giancarlo Bigazzi; in questa edizione sostituisce in extremis Loretta Goggi che avrebbe dovuto esibirsi con la stessa canzone e si classifica quarto. Un amore grande diventa un altro grande successo degli anni ottanta e rimane una sua canzone a tutti gli effetti. Nell'edizione del 1983 partecipò a Sanremo anche come autore scrivendo Dammi tanto amore per Daniela Goggi, canzone con cui la sorella di Loretta non riuscì a entrare in finale.
Nel 1985 pubblica Change generation, album della sua carriera musicale particolarmente caratteristico che include brani molti diversi dalle canzoni realizzate precedentemente, tra cui l'omonimo singolo, che parla della nuova generazione, Suona e va, La mia libertà, Cantando e Vita d'artista che lo stesso Pupo dedicherà ventotto anni dopo ad Al Bano su Rai 1 in Russia.

### 1986-1987: La collaborazione con Fiordaliso e la vittoria allo Zecchino
Nel 1986 collabora con Fiordaliso attraverso un tour all'estero e come autore, insieme ad Enzo Malepasso, di tre brani: Un'altra storia d'amore, Siento, pubblicato solo in America latina, e il duetto La vita è molto di più, con il quale partecipano a Premiatissima classificandosi al terzo posto e con il quale ottengono un buon successo di vendite.
Nel 1987 vince la trentesima edizione dello Zecchino d'Oro con il brano Canzone amica, interpretato da Fabio Etter (7 anni, di Paderno Dugnano). Ciò costituisce per Pupo una vittoria molto importante, arrivata in un periodo particolarmente difficile della sua vita. La canzone viene inclusa due anni dopo nell'album Quello che sono insieme con l'omonimo singolo, presentato all'undicesima edizione di Cantamare.
In questo periodo Pupo diventa anche scrittore, pubblicando alcuni libri. Il suo secondo romanzo autobiografico, intitolato Banco solo! Diario di un giocatore chiamato Pupo, narra anche alcuni momenti particolarmente tristi vissuti dal cantante a causa del gioco d'azzardo.

### Tra crisi e apparizioni in TV
Nel 1988 e 1989 le molteplici ospitate al Maurizio Costanzo Show convinsero il regista della Rai Gianni Boncompagni ad offrire a Pupo la sua prima esperienza come presentatore televisivo, affidandogli, nel 1989 e nel 1990, la co-conduzione di Domenica In insieme con Edwige Fenech.
Nel 1989 Pupo ha vissuto un periodo negativo che lo ha portato a pensare seriamente di suicidarsi: l'episodio è stato rievocato nel suo libro "La confessione".
Nel 1991 ripete la sua seconda esperienza come conduttore televisivo conducendo Il nuovo Cantagiro con Mara Venier, Gabriella Carlucci, Patrizia Pellegrino, Pino D'Angiò e Gianfranco Agus. Sempre nello stesso anno, pubblica Canada's Wonderland, primo e unico album dal vivo di Pupo. Dopo anni di crisi, legata anche ai suoi problemi con il gioco d'azzardo, partecipa nuovamente al Festival di Sanremo nel 1992 interpretando il singolo La mia preghiera, che sarà incluso nell'album Enzo Ghinazzi 1, pubblicato nel periodo stesso. Anche stavolta partecipa all'ultimo momento a seguito della squalifica inflitta a Jo Squillo, presentandosi in via eccezionale con il suo vero nome e cognome, salvo poi riassumere il suo pseudonimo.

### Il successo in tutto il mondo e le nuove esperienze
Molte sue canzoni sono state tradotte in tedesco, francese, inglese, spagnolo. È molto famoso in Russia, dove ha tenuto decine di concerti, e si è esibito in tutto il mondo. Negli anni duemila è apparso molto spesso in molti programmi televisivi come Quelli che il calcio (era l'inviato da Firenze per seguire la Fiorentina, squadra di cui è un grande tifoso), e sempre sul piccolo schermo si era raccontato ne Il Funambolo. Nel 2005 è l'inviato in Brasile della seconda edizione del reality show La fattoria: il suo rilancio televisivo. Nell'estate del 2005 conduce per la prima volta un programma tutto suo su Rai 1, il quiz Il malloppo.
Grazie al successo riscosso da Il malloppo, nell'agosto 2005 a Pupo viene affidata la conduzione, sempre su Rai 1, del famoso gioco a premi Affari tuoi, in cui sostituisce Paolo Bonolis, conduttore che aveva portato al successo tale programma. Lasciato Affari tuoi nel marzo 2006 per una tournée, viene sostituito da Antonella Clerici e successivamente rifiuta di condurre la trasmissione anche nella stagione 2006/2007, conducendo invece un nuovo programma estivo, Tutto per tutto, e in inverno presta la voce a Hammy, personaggio del film Dreamworks La gang del bosco. Nell'estate 2007 conduce il preserale Reazione a catena - L'intesa vincente su Rai 1.
Per il primo canale è stato chiamato anche a condurre alcuni programmi test: il primo a dicembre 2007 è stato Chi fermerà la musica (trasmesso poi regolarmente in primavera), e a gennaio Tutti alla lavagna.
In estate conduce nuovamente Reazione a catena. Dal 20 settembre 2008 ha condotto insieme con Ernesto Schinella, il bambino lanciato da Ti lascio una canzone, Volami nel cuore nel sabato sera di Rai 1. A novembre conduce dal Casinò di Saint Vincent La Notte del Poker 3 in onda dal 1º gennaio su Sky Sport 2, prodotto da 2Bcom.
Il 21 dicembre 2007, conduce il Gran Galà dei 50 anni dello Zecchino d'Oro in onda su Rai 1. Solamente in questa serata gli sarà consegnato lo Zecchino d'Oro 1987, per aver vinto quell'edizione con il brano Canzone Amica.
Nel 2009 partecipa nuovamente al Festival di Sanremo con la canzone L'opportunità, insieme con Paolo Belli e Youssou N'Dour. Il brano arriva in finale e raggiunge il secondo posto nella classifica di iTunes. Dal 6 marzo al 1º maggio 2009 ha condotto la settima edizione della trasmissione I raccomandati, trasmessa ogni venerdì in prima serata su Rai 1. In estate 2009 conduce la terza edizione di Reazione a catena.
Nel 2007 commenta con Fabio Caressa e Stefano De Grandis su Sky Sport La Notte del Poker, il primo campionato italiano di poker al casinò di Venezia, prodotto da 2Bcom e canta pure la sigla da lui scritta; successivamente partecipa da concorrente a La Notte del Poker - Celebrity Edition, torneo giocato da vip. Ad aprile 2009 è uno dei promotori di Stars for charity - Poker per l'Abruzzo, prodotto da 2Bcom e condotto da Giorgia Surina, in favore dei terremotati d'Abruzzo a cui è stato donato il montepremi di 150 000 euro.
Partecipa a molti convegni sul gioco raccontando come si fa a uscire dal vizio del gioco. Dall'8 gennaio 2010 Pupo conduce, per la seconda volta, l'ottava edizione de I raccomandati, in onda in prima serata su Rai 1.
Sempre nel 2010 Pupo ha partecipato per la sesta volta al Festival di Sanremo, con il discendente della casa reale italiana dei Savoia Emanuele Filiberto e il tenore Luca Canonici. Il trio presenta Italia amore mio, canzone non ben accolta da parte del pubblico in sala, dal quale viene fischiata, ma che nonostante ciò arriva in finale e raggiunge il secondo posto.
Dato il grande successo di ascolti de I raccomandati, il direttore di Rai Uno Mauro Mazza convince Pupo e Emanuele Filiberto di Savoia a condurre Ciak... si canta! dal 12 marzo 2010 su Rai Uno in sostituzione di Pino Insegno e Miriam Leone. Pupo è di fatto su Rai Uno tutti i venerdì per oltre 5 mesi consecutivi.
Nell'agosto 2010 presta la voce all'alano protagonista di Sansone, film della 20th Fox. A settembre 2010 riprende la conduzione di Attenti a Pupo su Radio 1 Rai e a gennaio 2011 ha condotto per la terza volta I Raccomandati in prima serata su Rai 1. A febbraio del 2011 ha condotto su Radio 1 e Rai 4 puntate speciali dedicate al Festival di Sanremo Attenti a Sanremo... il dopofestival.
Il 4 luglio del 2011 Pupo ed Elisa Isoardi hanno presentato Miss Italia nel mondo e per la seconda volta Napoli prima e dopo.
A febbraio 2012 esce il suo primo romanzo noir La confessione, edito da Rizzoli che, a una settimana dall'uscita, è subito in ristampa. A settembre 2012 torna in radio su Radio 1 Rai con la quarta edizione di Attenti a Pupo e con il nuovo programma settimanale Passato contro Futuro in onda il giovedì dopo il Gr Rai della mezzanotte. Sempre a settembre torna su Rai 1 nella giuria di Ti lascio una canzone.
Nel 2014 diventa responsabile del settore game show della rete televisiva Agon Channel e conduce per la stessa rete il programma Una canzone per 100.000.
Il 2 giugno 2015 conduce con Amadeus, Max Giusti e Claudio Lippi La partita del cuore su Rai 1.
Dal 30 settembre 2016 incomincia la rotazione radiofonica del singolo Nei pensieri miei, tratto dall'album Porno contro amore scritto dallo stesso Pupo, Fabrizio Vanni, Alessandro (Ubi) Hueber e Marco (Elfo) Buongiovanni.
Nel 2017 il cantautore toscano ha subito un malore dovuto a problemi di calcoli, in un periodo in cui aveva alcuni concerti in calendario; alcuni come a Merano sono stati annullati, mentre altri come Alife si sono svolti regolarmente. Dopo poco tempo dall'operazione chirurgica di cui è stato oggetto presso l'ospedale di Grosseto è tornato regolarmente sul palco e sugli schermi.
Nel 2018 compare spesso nel programma televisivo Le iene; in questo programma darà una visione un po' shock della sua esistenza. Andrà a Los Angeles per fumare marijuana, berrà molti alcolici e arriverà nella condizione di trovarsi completamente ubriaco davanti alle telecamere. Con lo stesso programma, dopo poco tempo, interpreta Il professore in un filmino con l'attrice porno statunitense Janice Griffith (che interpreta invece L'alunna). Il 3 novembre 2018 è ospite della seconda puntata di Portobello, su Rai 1, condotta da Antonella Clerici.
Nel 2019 conduce Pupi & Fornelli, programma di cucina che va in onda su TV8 di Sky Italia. Dall'8 gennaio 2020 è uno dei due opinionisti della quarta edizione del Grande Fratello VIP su Canale 5. Dal 14 settembre 2020 fino al 1º marzo 2021 torna a ricoprire il ruolo di opinionista al Grande Fratello VIP assieme a Antonella Elia.
Nel 2022, dopo 2 anni di interruzione dovuti alla pandemia di COVID-19, Pupo riprende il suo tour internazionale dal vivo, intitolato "40 anni Su di Noi". Gli spettacoli australiani di Perth, Sydney e Melbourne, quelli nei teatri europei di Svizzera, Belgio, Germania e Lussemburgo e quelli estivi nelle piazze italiane registrano sempre il tutto esaurito, scatenando una partecipazione ed entusiasmo da parte del pubblico, che vanno oltre ogni più rosea aspettativa, sia da parte di Pupo che degli organizzatori, i quali decidono di rilanciare il tour dal vivo in tutto il mondo anche per il 2023.

## Vita privata
Pupo è dichiaratamente legato dal punto di vista sentimentale a due donne: la moglie Anna, che ha sposato nel 1974, e la personal manager Patricia Abati, sua compagna dal 1989. Ha tre figlie (la prima e la terza avute dalla moglie Anna, la seconda da una sua fan) e quattro nipoti.
Pur essendo ateo, Pupo ha dichiarato che, a volte, assiste comunque alla messa, dicendo di considerare la religione "parte della nostra cultura popolare".
Oltre a tifare per la Fiorentina (club per il quale ha scritto la canzone È Fiorentina e che cita nella canzone Firenze S. Maria Novella menzionando anche la leggenda del club viola Giancarlo Antognoni) è anche un sostenitore dell'Arezzo, per cui ha scritto l'inno Canzone Amaranto. Pupo è impegnato anche nel sociale ed è uno dei fondatori della Nazionale italiana cantanti, di cui è stato presidente da giugno 2007 fino al 2010, anno in cui si è dimesso dall'associazione.

## Controversia legata alla guerra russa contro l'Ucraina
Nel gennaio 2022, un mese prima dell'invasione russa dell'Ucraina, Ghinazzi annunciò di essere stato informato dal Ministero degli Affari Esteri di essere stato bandito dall'entrare in Ucraina. Questo divieto è stato il risultato del fatto che Ghinazzi, un anno prima, aveva cantato in un festival di canzoni di guerra russe a Yalta, in Crimea. 
Dopo aver inizialmente evitato concerti in Russia nel 2023, Ghinazzi è tornato a Mosca nel 2024. Il 15 marzo 2024, Ghinazzi ha tenuto un concerto insieme ad artisti russi al Palazzo del Cremlino dove ha dichiarato: “Basta a questa guerra tra fratelli russi e ucraini. Vado anche a Kiev se mi vogliono”.

## Filmografia

### Attore
- Italiani veri, regia di Marco Raffaini, Marco Mello e Giuni Ligabue (2013)
- Tutto molto bello, regia di Paolo Ruffini (2014)
- La banda dei tre,      regia di Francesco Dominedò (2019)
- All'alba perderò,      regia di Andrea Muzzi (2021)

### Doppiatore
- La gang del bosco – Hammy (2006)
- Sansone – Sansone (2010)

## Discografia

### Album in studio
- 1976 – Come sei bella
- 1979 – Gelato al cioccolato
- 1980 – Più di prima
- 1981 – Lo devo solo a te
- 1983 – Cieli azzurri
- 1984 – Malattia d'amore
- 1985 – Change generation
- 1986 – Quanta gente (pubblicato anche come La vita è molto di più)
- 1989 – Quello che sono
- 1996 – Pupo 1996
- 2000 – Sei caduto anche tu
- 2016 – Porno contro amore
- 2025 – Insieme

### Album dal vivo
- 1991 – Canada's Wonderland

### Raccolte
- 1985 – Pupo (Melodija) (Mercato sovietico)
- 1985 – Un amore grande
- 1992 – Enzo Ghinazzi 1
- 1994 – All the Best
- 1998 – Tornerò
- 2000 – I grandi successi originali
- 2004 – L'equilibrista

### Singoli

#### In Italia
- 1975 – Ti scriverò/La compagnia
- 1976 – Come sei bella/Ma cosa è stato
- 1977 – Io solo senza te/Due bicchieri
- 1978 – Sempre tu/Grazie perché
- 1978 – Ciao/Gabriella
- 1979 – Forse/Cercami ancora
- 1980 – Su di noi/Lucia
- 1980 – Bravo
- 1980 – Cosa farai/Firenze S. Maria Novella
- 1981 – Lo devo solo a te/Lidia a Mosca
- 1982 – Nashville/Perché è così
- 1982 – Ancora io/Una nuova bugia
- 1983 – Cieli azzurri/E invece niente
- 1983 – E va bene così/Il futuro è già in mezzo a noi
- 1984 – Un amore grande/La mia anima
- 1985 – La mia libertà/Susy O.K.
- 1985 – Change generation/Suona e va
- 1986 – La vita è molto di più/Quando penso a te (con Fiordaliso)
- 1987 – Amore italiano/La mia anima
- 1987 – Canzone amica
- 1989 – Dove sarai domani/Che pizza la TV
- 1989 – La tua pelle/Quando saremo ricchi
- 1995 – Senza fortuna
- 1996 – La notte
- 1997 – In eternità (maxi-singolo)
- 1998 – Tornerò
- 2009 – L'opportunità con Paolo Belli & Youssou N'Dour
- 2016 – Porno contro amore
- 2016 – Nei pensieri miei
- 2020 – Il rischio enorme di perdersi
- 2020 – Avere vent'anni
- 2020 – Fuori dal gregge con Alan
- 2021 – I colori della tua mente
- 2023 – Centro del mondo
- 2024 – Tricolore ft il Cile
- 2025 – Insieme
- 2025 – Su di noi (Reload)
- 2025 – Penso a te
- 2025 – Nell'anima

#### Fuori dall'Italia
- 1979 – Canta en español Siempre tú
- 1981 – Sí o no (Canta en español)

### Video
- 2006 – Live in the supermarket
- 2020 – Avere vent'anni
- 2020 – Fuori dal gregge con Alan
- 2023 – Centro del mondo
- 2025 – Insieme
- 2025 – Penso a te
- 2025 – Nell'anima

## Riconoscimenti

### Disco d'oro
- 1978 – Ciao
- 1979 – Forse
- 1979 – Gelato al cioccolato
- 1980 – Più di prima (2)
- 1980 – Su di noi
- 1980 – Cosa farai
- 1981 – Lo devo solo a te

Gondola d'oro di Venezia
- 1980 – Cosa farai

Festival di Sanremo
- 1980 – Su di noi Terzo classificato
- 2010 – Italia amore mio Secondo classificato

Zecchino d'Oro
- 1987 – Canzone amica Primo classificato

Riceve nel 2014 il Paul Harris Fellow dal Rotary International.

## Partecipazioni al Festival di Sanremo

### Come interprete
- Festival di Sanremo 1980 – Su di noi (3º posto)
- Festival di Sanremo 1983 – Cieli azzurri (26º posto)
- Festival di Sanremo 1984 – Un amore grande (4º posto)
- Festival di Sanremo 1992 – La mia preghiera (non finalista)
- Festival di Sanremo 2009 – L'opportunità (con Paolo Belli e Youssou N'Dour) (10º posto)
- Festival di Sanremo 2010 – Italia amore mio (con Emanuele Filiberto di Savoia e Luca Canonici) (2º posto)

### Come autore
- Festival di Sanremo 1981 – Sarà perché ti amo, per i Ricchi e Poveri (5º posto)
- Festival di Sanremo 1981 – Hop hop somarello, per Paolo Barabani (6º posto)
- Festival di Sanremo 1983 – Dammi tanto amore, per Daniela Goggi (non finalista)

## Canzoni scritte per altri artisti
- Tu sei mia, per Paolo Barabani (1976)
- Ti ricordi, per I Santarosa (1979)
- I got the fire in me, per I Guys'n Dolls (1980)
- Il naittaro, per Ricky Tamaca (1981)
- Hop hop somarello, per Paolo Barabani (Sanremo 1981)
- Balliamo vuoi, per Paolo Barabani (1981)
- Neve di primavera, per Paolo Barabani (1981)
- Buon Natale, per Paolo Barabani (1981)
- Scusa caro amico, per Gianni Davoli (1981)
- Giada, per Gianni Davoli (1981)
- Sarà perché ti amo, per i Ricchi e Poveri (Sanremo 1981)
- Questa sera, per i Ricchi e Poveri (1981)
- Con l'amore ti bruci, per Ricky Tamaca (1981)
- Venezia, per i Ricchi e Poveri (1982)
- Dammi tanto amore, per Daniela Goggi (Sanremo 1983)
- È un nuovo giorno, per Daniela Goggi (1984)
- Siento, per Fiordaliso (1985)
- Canzone amica, per la 30ª edizione dello Zecchino d'Oro cantata da Fabio Etter e vincitrice di quella edizione (1987)
- É Fiorentina, inno per l'omonima squadra di calcio (1999)
- Canzone Amaranto, inno per l'Arezzo (2000)
- I gemelli, sigla per l'omonimo programma televisivo (2002)
- Il funambolo, sigla per l'omonimo programma televisivo (2003)
- Il malloppo, sigla per l'omonimo programma televisivo (2005-2006)
- Affari tuoi, sigla per l'omonimo programma televisivo (2005-2006)
- Tutto per tutto, sigla per l'omonimo programma televisivo (2006)
- Tutti alla lavagna, sigla per l'omonimo programma televisivo (2008)
- Volami nel cuore, sigla per l'omonimo programma televisivo (2008)
- La notte del poker, sigla per l'omonimo programma televisivo (2008)
- Ti aspetterò, per Luca Canonici (2010)
- Prima di noi, per Luca Canonici (2010)
- Market-Sfide al mercato, sigla per l'omonimo programma televisivo (2014)
- Sempre, per Alan (2015)

## Programmi televisivi
- Domenica in (Rai 1, 1989-1990)
- Il nuovo Cantagiro (Rai 1, 1991)
- Va ora in onda (Rai 1, 1997) – Inviato
- La partita del cuore (Rai 1, 2001-2002, 2005,  2008-2009, 2015)
- I gemelli (Italia 1, 2002)
- Il funambolo (Rai 3, 2003)
- Telethon (Rai 1, Rai 2, 2003)
- Trenta ore per la vita (Rai 2, 2004)
- Buona Domenica (Canale 5, 2004)
- La fattoria (Canale 5, 2005) – Inviato
- Il malloppo (Rai 1, 2005)
- Affari tuoi (Rai 1, 2005-2006)
- Affari tuoi - Speciale Telethon (Rai 1, 2005)
- Tutto per tutto (Rai 1, 2006)
- Reazione a catena - L'intesa vincente (Rai 1, 2007-2009)
- Gran galà dello Zecchino d'Oro (Rai 1, 2007)
- La notte del poker (Sky Sport, 2007) – Ospite fisso
- Chi fermerà la musica (Rai 1, 2007-2008)
- Tutti alla lavagna (Rai 1, 2008)
- Volami nel cuore (Rai 1, 2008)
- I raccomandati (Rai 1, 2009-2011)
- Premio Mogol 2009 (Rai 1, 2009)
- Ciak... si canta! (Rai 1, 2010)
- Napoli prima e dopo (Rai 1, 2010-2017)
- Miss Italia nel mondo (Rai 1, 2011)
- Mettiamoci all'opera (Rai 1, 2011-2012)
- Ti lascio una canzone (Rai 1, 2012-2014) – Giurato
- Festival di Castrocaro (Rai 1, 2013-2015)
- Felicità (Rai 1, 2014)
- Market - Sfide al mercato (Rai 1, 2014)
- Una canzone per 100.000 (Agon Channel, 2014-2015)
- Techetechete' puntata 35 (Rai 1, 2015)
- Miss Italia (LA7, 2018) Giurato
- Stra Factor (Sky Uno, 2018) – Giurato
- Pupi & Fornelli (TV8, 2019)
- Un'estate fa (Rai 2, 2019)
- Concerto di Natale Up! XMas (TV8, 2019)
- Grande Fratello Vip (Canale 5,  2020-2021) – Opinionista
- Zecchino d'Oro (Rai 1, 2021) – Giurato
- Alessandro Borghese - Celebrity Chef (TV8, 2022) – Concorrente
- NYCanta - Festival della Musica Italiana di New York (Rai Italia, Rai 2, 2024)

## Libri
- Pupo, Banco solo! Diario di un giocatore chiamato Pupo, Roma, Gremese, 2005, ISBN 88-8440-389-8.
- Enzo Ghinazzi, La confessione, Milano, Rizzoli, 2012, ISBN 978-88-17-05478-2.